# Robin Hood

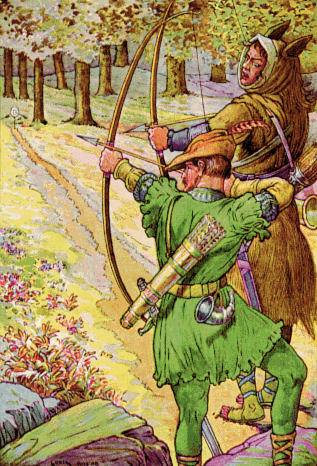
Robin Hood na Floresta de Sherwood.

Robin Hood (conhecido em Portugal como Robin dos Bosques) é um herói mítico britânico, um fora da lei que roubava da nobreza para dar aos pobres. Teria vivido no século XII, aos tempos do Rei Ricardo Coração de Leão, e das grandes Cruzadas. Era hábil no arco e flecha e vivia na floresta de Sherwood, onde era ajudado por um bando de amigos, do qual faziam parte João Pequeno, Frei Tuck, Allan Dale e Will Scarlet, entre outros moradores do bosque. Prezava a liberdade, a vida ao ar livre, e o espírito aventureiro. Ficou imortalizado como "Príncipe dos ladrões". Tenha ou não existido tal como o conhecemos, "Robin Hood" é, para muitos, um dos maiores heróis do Reino Unido.

## Origem mais popular e versões
A história mais famosa e repassada a respeito de Robin Hood conta sobre um homem chamado Robin De Locksley. Este, após servir ao lado do Rei Ricardo em uma grande Cruzada, retorna para casa. Ao chegar, encontra seu feudo devastado pela tirania dos regentes, além de leis abusivas, e a proibição da caça como sustento ao homem comum. Indignado, ele se recusa a aceitar a situação, e é declarado fora da lei. Aproveitando seu conhecimento em cavalaria, arquearia e combate adquirido na guerra, ele une um grupo de foras da lei, e inicia um combate à tirania da nobreza, roubando dos ricos para dar aos pobres.
Na História, Robin Hood, que ganha o apelido por usar um capuz (hood) (tipo de chapéu com pena) vence o príncipe João e casa-se com Lady Marian, sobrinha de Ricardo. No fim da história, Ricardo Coração de Leão reaparece após sua derrota em terras estrangeiras e nomeia Robin Hood cavaleiro, tornando-o nobre novamente.
Em outra versão conhecida, escrita por Howard Pyle, Robin Hood era um rapaz que, quando se dirigia para um concurso de arco-e-flecha na cidade de Nottingham, meteu-se em uma confusão com guardas, e acabou matando um deles, tornando-se um criminoso. O livro conta em oito partes como Robin Hood reuniu um bando de homens alegres, que só roubavam de nobres arrogantes e clérigos abastados. É uma obra interessante, ricamente abastecida de baladas e cantigas da época, o que nos mostra bastante sobre os costumes.
Se existiu de fato, viveu durante o século XIII, provavelmente entre 1250 e 1300. Uma das primeiras referências a tal personagem é o poema épico Piers Plowman, escrito por William Langand por volta de 1377. A compilação Gesta de Robin Hood, datada de 1400, sugere que as histórias que compõem a lenda já circulavam bastante e eram de conhecimento público anos antes, pelo menos desde 1310.
Para quem vive hoje em Nottingham, cidade no centro de Inglaterra que serve de cenário à maioria das baladas iniciais, Robin continua a existir. Além das estátuas, há ruas batizadas com o seu nome ou o festival anual que lhe é dedicado. Há também o que resta da Floresta de Sherwood, onde é possível encontrar a árvore em redor da qual o bando de Robin se reunia em conselho. É claro que, caso tenha vivido em Yorkshire, a floresta não era a de Sherwood mas a de floresta de Barnsdale. No convento de Kirklees, hoje em ruínas, existe também aquela que se pensa ser a sua campa e onde se pode ler: "Aqui jaz Robard Hude".Lá acredita-se que lady Marian, a esposa de Robin,tenha se tornado prioresa conhecida pela sua bondade.
"Robin Hood" é, desde sempre, por motivos que as versões às vezes alteram, um fora da lei. As referências históricas que sustêm as várias teorias da sua existência prendem-se, aliás, na maior parte dos casos, com registos de comparência em tribunais. Por Robin ter existido como "Robin Hood", por a lenda ser já contada ou por simples coincidência, parece ter havido antes de 1300, na mesma região, pelo menos cinco homens acusados de actividade criminal conhecidos pela alcunha de "Robinhood".
Existem muitos candidatos a ter em conta, se quiser acreditar que Robin existiu. De acordo com a investigação de Joseph Hunter, em 1852, Robin era Robert Hood e tornou-se fugitivo por ter ajudado o Conde de Lancaster, que se rebelara contra a cobrança abusiva de impostos de Eduardo II em 1322. Robert foi perdoado pelo Rei e passou a fazer parte da corte, como guarda, com o pseudónimo de "Robyn Hood". Um dos principais problemas dessa hipótese é que pesquisas mostraram que Robyn Hood havia sido contratado pelo rei antes de aparecer na corte em 1323, colocando dúvidas sobre a biografia de Robyn Hood como fora da lei.
Em 1998, Tony Molyneux-Smith publicou um livro onde sustenta que a origem da lenda é Sir Robert Foliot, lorde de uma família que escolheu usar o nome de "Robin Hood" para esconder a sua verdadeira identidade como protecção numa sociedade violenta. Para dar ênfase a essa suposição, no final da obra de Pyle, quando Robin é morto no Convento de Kirklees, em sua lápide há a seguinte inscrição:
"Sob esta lápide
jaz Robert, conde de Huntington
Pessoa tão boa como alguém pode ser, Robin Hood
fora da lei como ele e seus homens
A Inglaterra jamais verá.
Morreu em 24 de dezembro de 1247"
Em todos os casos, o herói escolheu a vida clandestina da floresta depois de ter sido injustiçado e a sua opção faz escola, acabando por formar um exército com o qual se opõe à maldade que o rodeava.
Os pobres veem-no como livre e generoso, os governantes poderosos temem-no. Na história de Pyle, tal como em muitas outras, Robin se veste de verde, maneja o arco como ninguém, não teme nada e vive livre e feliz, rodeado de amigos que se ajudam a cada nova ameaça.
A lenda espalhou-se primeiro nas baladas medievais, passou aos poemas e chegou ao teatro. A história foi escrita, ilustrada, encenada e filmada vezes sem conta até se tornar eterna e versão mais conhecida, provavelmente seja a com texto e ilustrações de Howard Pyle.
Mas, como notou o escritor Roger Lancelyn Green, foi só no final do século XVIII, depois de as baladas, romances e peças antigas serem coligidas e reimpressas por Joseph Ritson, um amigo de Walter Scott, “que Robin dos Bosques entrou realmente na literatura” (R. L. Green, As Aventuras de Robin dos Bosques , publicações Dom Quixote, Lisboa, 1990, p. 10). Note-se que Ritson, um conhecido escritor e antiquário, fornecia ao próprio Walter Scott material para escrever os seus romances históricos, notavelmente Ivanhoé. O escritor francês Alexandre Dumas escreveu dois romances sobre o herói: Le prince des voleurs e Robin Hood le proscrit.

## Robin Hood no cinema
- Robin Hood, de 1922, com Douglas Fairbanks no papel principal;
- As Aventuras de Robin Hood, de 1938, com Errol Flynn no papel título e Olivia de Havilland como Lady Marian — considerada a versão mais marcante do filme;
- O Filho de Robin Hood, de 1946, com Cornel Wilde no papel principal:
- Rogues of Sherwood Forest, de 1950, com John Derek no papel de Robin;
- The Story of Robin Hood and His Merrie Men, de 1952, com Richard Todd no papel de Robin, lançada pelos Estúdios Disney;
- Robin Hood, de 1973, em formato de desenho animado, e lançada pelos Estúdios Disney. Nessa versão, todos os personagens da história foram transformados em animais, que agiam como humanos: "Robin Hood" e "Lady Marian", por exemplo, viraram raposas e o "Príncipe João" e o "Rei Ricardo" viraram leões, uma vez que o projeto inicial era uma adaptação de Reynard, a raposa, uma outra história do folclore europeu.[2]
- Robin Hood, o Trapalhão da Floresta, de 1973, comédia brasileira com Renato Aragão e Dedé Santanna:
- Robin and Marian, dirigido por Richard Lester, lançado em 1976, com Sean Connery no papel de Robin e Audrey Hepburn como Lady Marian. Mostra um Robin Hood já idoso voltando das cruzadas após 20 anos;
- O Mistério de Robin Hood, filme brasileiro com Os Trapalhões, 1992
- Robin Hood, o príncipe dos ladrões, lançada em 1991, com Kevin Costner no papel principal;
- Robin Hood - o Herói dos Ladrões (1991), com Patrick Bergin no papel-título.
- A comédia Robin Hood: Men in Tights, de 1993, dirigida por Mel Brooks.
- Robin Hood, lançado em 2010, dirigido por Ridley Scott e com Russell Crowe no papel-título.
- Tom e Jerry: Robin Hood e seu Ratinho Feliz, de 2012, em formato de desenho animado, e lançada pelos Estúdios Warner Bros. Dirigido por Spike Brandt, Tony Cervone e com Jamie Bamber no papel-titúlo.
- Robin Hood: A origem (2018). O filme, com Taron Egerton no papel-título, segue a trajetória de Lorde Locksley para se tornar o famoso herói inglês Robin Hood.

## Robin Hood na televisão
Robin de Locksley (que mais tarde se torna Robin Hood) regressa das Cruzadas, onde lutava ao lado do Rei da Inglaterra, quando descobre que a sua terra natal mudou, e para pior. O xerife assumiu o comando e homens terríveis aterrorizam a população.
Em 1990, o estúdio japonês Tatsunoko lançou sua versão animada da história. O anime teve 52 episódios. No Brasil foi lançado em VHS e posteriormente exibido na TV Record, junto com Kaiketsu Zorro.
Em 1991, o estúdio Hanna Barbera criou sua versão chamada "O Jovem Robin Hood". O desenho não fez tanto sucesso e apenas 26 episódios foram produzidos. O SBT e o Cartoon Network exibiram a animação.
Em 2014, o personagem adquire espaço na série Once Upon a Time, produzida pela ABC, transmitida no Brasil pelo canal Sony, no mesmo ano, é lançada a série animada Robin Hood: Mischief in Sherwood, produzido pelo estúdio indiano DQ Entertainment em parceria com a produtora francesa Method Animation.

## Robin Hood e os quadrinhos

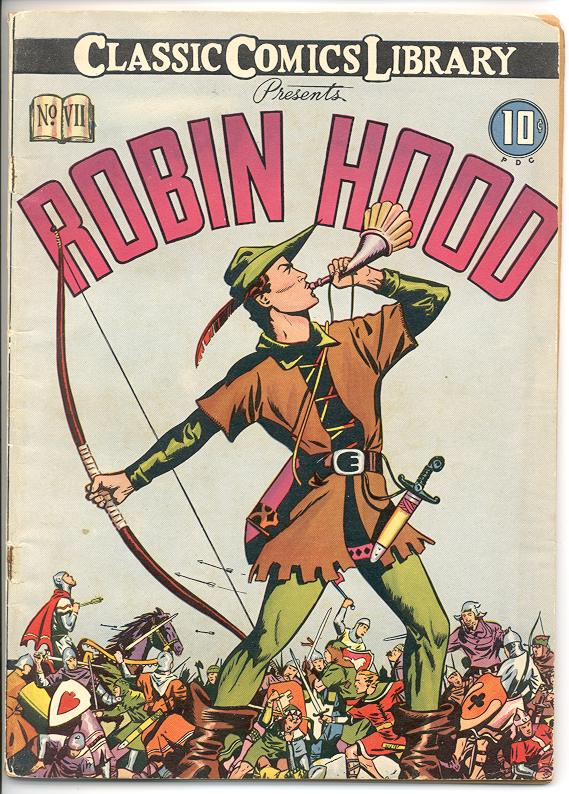
Classic Comics #7

Como é um personagem de domínio público com uma reputação estabelecida, Robin Hood é um personagem atraente para as editoras de quadrinhos. As primeiras histórias  contínuas de Robin Hood foram escrita e desenhada por Sven Elven publicadas pela DC Comics em New Adventure Comics vol. 1 #23-30 (1938).
Em 1935, o Toronto Telegram publicou a tira de jornal "Robin Hood and Company" pelo escritor Ted McCall e (inicialmente) e o ilustrador Charles Snelgrove. Ela apareceu em vários outros jornais, e em 1941 foi convertido em forma de revista em quadrinhos pela Anglo-American Publishing como uma das primeiras revistas em quadrinhos canadenses.
Robin Hood serviu de principal inspiração para a criação do personagem Arqueiro Verde (Green Arrow). Oliver "Ollie" Queen, personagem de banda desenhada do Universo DC, criado por Mort Weisinger e Greg Papp, é um milionário náufrago, que aprende a usar arco e flecha para sobreviver na ilha deserta, passando três meses nela, até o dia em que um grupo de plantadores de maconha desembarcou na ilha para fazer a colheita. Queen os pegou de surpresa, tomou o barco dos traficantes e os entregou à Guarda Costeira. Embora tenha se mantido anônimo, a imprensa local publicou a história e o chamou de Robin Hood moderno.
Por ironia, assim que Queen anunciou que estava são e salvo, sua reapresentação à alta sociedade foi num baile de máscaras beneficente, aonde ele compareceu disfarçado de Robin Hood. Mas, após os meses na ilha, Oliver havia passado a enxergar a vida de forma diferente. Ele não tinha mais paciência para as futilidades e fofocas dos ricos ociosos. Assim, quando um assaltante apareceu na festa, o mascarado Queen assumiu o controle da situação e, armado apenas com suas flechas falsas e a habilidade que desenvolveu na ilha, deteve o ladrão.
Esse ato heróico foi perigoso, porém estimulante, mais divertido do que qualquer coisa que ele tivesse feito em anos. Sem querer, Queen havia encontrado uma maneira de praticar e defender a ética em que acreditava. Já possuía até mesmo um alter ego pronto: o assaltante preso na festa repetira incansavelmente para a imprensa que um "arqueiro verde grandalhão" o havia dominado, levando os jornais locais a cunhar o nome "Arqueiro Verde".
Robin Hood também aparece numa aventura de Zagor - no caso, é um assaltante comum, que pratica seus roubos fantasiado como o personagem, o mesmo valendo para seus capangas, que adotam apelidos semelhantes ao do bando tradicional.

## Galeria
Robin é geralmente caracterizado com vestes todas em cor verde, usando sobre a cabeça o célebre píleo, com uma pena.

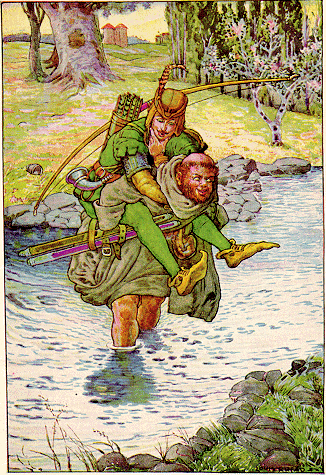
O Frei Tuck carrega Robin em suas costas. Ilustração por Louis Rhead
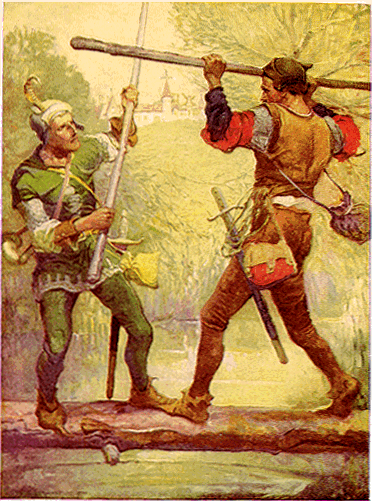
Robin Hood e João Pequeno. Ilustração por Louis Rhead
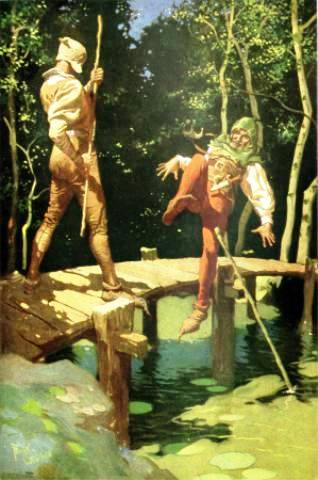
João Pequeno e Robin Hood. Ilustração por Frank Godwin
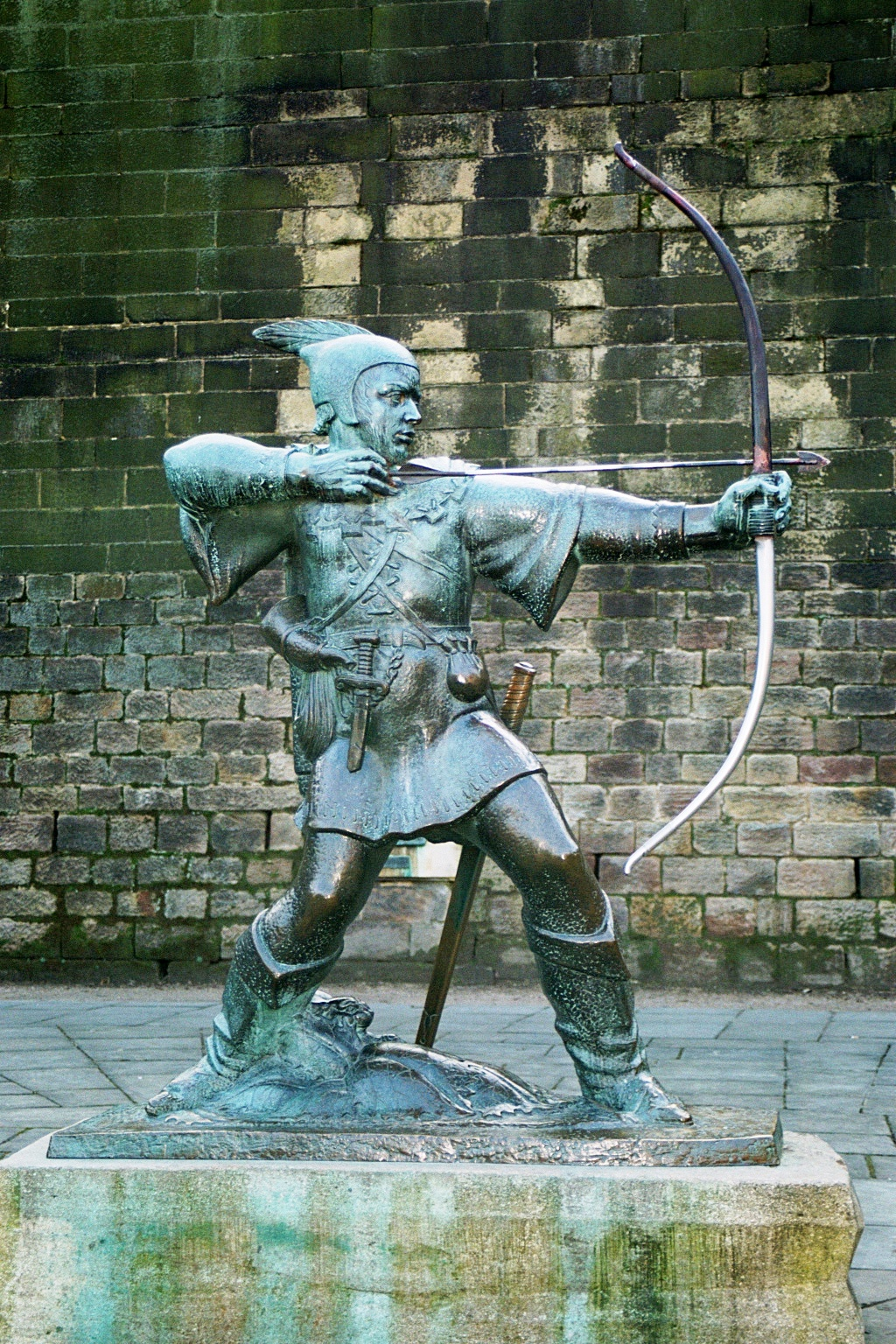
The Robin Hood Memorial, em Nottingham, junto ao castelo